# Ајхвалде
Ајхвалде (њем. Eichwalde) општина је у њемачкој савезној држави Бранденбург. Једно је од 37 општинских средишта округа Даме-Шпревалд. Према процјени из 2010. у општини је живјело 6.114 становника. Посједује регионалну шифру (AGS) 12061112.

## Географски и демографски подаци
Ајхвалде се налази у савезној држави Бранденбург у округу Даме-Шпревалд. Општина се налази на надморској висини од 35 метара. Површина општине износи 2,8 km². У самом мјесту је, према процјени из 2010. године, живјело 6.114 становника. Просјечна густина становништва износи 2.184 становника/km².

## Међународна сарадња
| Мјесто        | Држава | Врста сарадње | Од    |
| ------------- | ------ | ------------- | ----- |
| Осно Лубускје | Пољска | партнерство   | 1995. |
| Извор         |        |               |       |